# Hluhovîci, Pustomîtî
Hluhovîci (în ucraineană Глуховичі) este un sat în comuna Ciîjîkiv din raionul Pustomîtî, regiunea Liov, Ucraina.

## Demografie
Componența lingvistică a localității Hluhovîci
     Ucraineană (100%)
Conform recensământului din 2001, toată populația localității Hluhovîci era vorbitoare de ucraineană (100%).